# العلاقات الأرمينية الأيرلندية
العلاقات الأرمينية الأيرلندية هي العلاقات الثنائية التي تجمع بين أرمينيا وجمهورية أيرلندا.

## مقارنة بين البلدين
هذه مقارنة عامة ومرجعية للدولتين:
| وجه المقارنة                                              | أرمينيا                    | جمهورية أيرلندا                                       |
| --------------------------------------------------------- | -------------------------- | ----------------------------------------------------- |
| المساحة (كم2)                                             | 29.74 ألف                  | 70.27 ألف                                             |
| عدد السكان (نسمة)                                         | 2.93 مليون                 | 4.76 مليون                                            |
| الكثافة السكانية (ن./كم²)                                 | 98.52                      | 67.74                                                 |
| العاصمة                                                   | يريفان                     | دبلن                                                  |
| اللغة الرسمية                                             | لغة أرمنية                 | اللغة الأيرلندية، لغة إنجليزية، الإنجليزية الأيرلندية |
| العملة                                                    | درام أرميني                | جنيه أيرلندي، يورو، عملات اليورو الأيرلندية           |
| الناتج المحلي الإجمالي (بليون دولار)                      | 11.54 مليار                | 333.73 مليار                                          |
| الناتج المحلي الإجمالي (تعادل القوة الشرائية) بليون دولار | 25.41 مليار                | 318.16 مليار                                          |
| الناتج المحلي الإجمالي الاسمي للفرد دولار أمريكي          | 3.49 ألف                   | 61.13 ألف                                             |
| الناتج المحلي الإجمالي للفرد دولار أمريكي                 | 8.07 ألف                   |                                                       |
| مؤشر التنمية البشرية                                      | 0.743                      | 0.916                                                 |
| رمز المكالمات الدولي                                      | +374                       | +353                                                  |
| رمز الإنترنت                                              | .am، .հայ ‏                 | .ie                                                   |
| المنطقة الزمنية                                           | ت ع م+04:00، توقيت أرمينيا | 00، ت ع م+01:00، أوروبا/دبلن ‏                         |

## منظمات دولية مشتركة
يشترك البلدان في عضوية مجموعة من المنظمات الدولية، منها:
| علم المنظمة | اسم المنظمة                               | تاريخ انضمام أرمينيا | تاريخ انضمام جمهورية أيرلندا |
| ----------- | ----------------------------------------- | -------------------- | ---------------------------- |
|             | بنك التنمية الآسيوي                       | 2005                 | 2006                         |
|             | وكالة ضمان الاستثمار متعدد الأطراف        | 5 ديسمبر 1995        | 27 أكتوبر 1989               |
|             | الأمم المتحدة                             | 2 مارس 1992          | 14 ديسمبر 1955               |
|             | الفريق المعني برصد الأرض                  | ?                    | ?                            |
|             | منظمة حظر الأسلحة الكيميائية              | ?                    | ?                            |
|             | منظمة التجارة العالمية                    | 5 فبراير 2003        | ?                            |
|             | منظمة الشرطة الجنائية الدولية             | ?                    | ?                            |
|             | منظمة الأمن والتعاون في أوروبا            | 30 يناير 1992        | 25 يونيو 1973                |
|             | مؤسسة التنمية الدولية                     | 25 أغسطس 1993        | 22 ديسمبر 1960               |
|             | يونسكو                                    | 9 يونيو 1992         | 3 أكتوبر 1961                |
|             | مجلس أوروبا                               | 25 يناير 2001        | ?                            |
|             | الاتحاد البريدي العالمي                   | ?                    | ?                            |
|             | البنك الدولي للإنشاء والتعمير             | 16 سبتمبر 1992       | 8 أغسطس 1957                 |
|             | الاتحاد الدولي للاتصالات                  | 30 يونيو 1992        | 8 ديسمبر 1923                |
|             | مؤسسة التمويل الدولية                     | 18 أبريل 1995        | 11 سبتمبر 1958               |
|             | المنظمة الأوروبية لسلامة الملاحة الجوية   | 2006                 | 1965                         |
|             | المركز الدولي لتسوية المنازعات الاستشارية | 16 أكتوبر 1992       | 7 مايو 1981                  |

## وصلات خارجية
- موقع وزارة الخارجية الأرمينية
- موقع وزارة الخارجية الأيرلندية